# Происшествие с Boeing 777 над Мьяунгмьой
Происшествие с Boeing 777 над Мьяунгмьой — авиационное происшествие 21 мая 2024 года. Самолет Boeing 777-321ER авиакомпании Singapore Airlines, выполнявший регулярный пассажирский рейс 321 из лондонского аэропорта Хитроу в сингапурский аэропорт Чанги с 229 пассажирами на борту, столкнулся с сильной турбулентностью над Мьянмой. В результате происшествия погиб 1 человек и 104 получили ранения. Впоследствии самолёт совершил незапланированную посадку в бангкокском аэропорту Суварнабхуми. Это происшествие стало первым Авиационным проишествием в Singapore Airlines со смертельным исходом со времён крушения рейса 006 в 2000 году.

## Самолёт
Самолётом, выполнявшим рейс SQ321, был 16-летний Boeing 777-312ER, зарегистрированный как 9V-SWM, с заводским серийным номером 34578 и бортовым номером 701. Впервые борт поднялся в воздух в феврале 2008 года и был оснащён двумя двигателями General Electric GE90-115B. Самолёт был поставлен Singapore Airlines в 2008 году.

## Происшествие
Самолёт Boeing 777-321ER столкнулся с сильной турбулентностью около 14:19 по местному времени 21 мая 2024 года над бассейном реки Иравади в Мьянме, примерно в 667 км от Бангкока. Во время приготовления к завтраку началась сильная турбулентность, во время которых непристёгнутых пассажиров подбросило в воздух, а по салону разбросало предметы.
Некоторые пассажиры заявили, что знак «пристегните ремни» был включён слишком поздно, чтобы предотвратить травмы. Данные слежения показали, что в момент столкновения самолёт находился на высоте 37 тыс. футов (11 тыс. м).
Один пассажир погиб, ещё 104 получили ранения, 20 из них попали в реанимацию.. Единственным погибшим оказался 73-летний британец, путешествовавший со своей женой, который был госпитализирован. У мужчины было больное сердце, и он умер от предполагаемого сердечного приступа. Пятнадцать британцев, двенадцать австралийцев, девять малазийцев, пять филиппинцев, четверо новозеландцев, два сингапурца и один житель Гонконга также получили ранения. Самому пожилому человеку, которому была оказана помощь, было 83 года.
Большинство пострадавших получили переломы, в том числе позвонков и черепа, а также внутренние повреждения головного и спинного мозга, и других органов. На снимках видно, что кислородные маски были спущены после того, как были повреждены части салона самолёта.
Предварительное расследование показало, что во время полёта произошло резкое изменение силы тяжести и падение высоты примерно на 177 футов (54 м). Затем самолёт был перенаправлен в Бангкок, где совершил незапланированную посадку в 15:45 по местному времени. На следующее утро Singapore Airlines отправил экстренный рейс, который доставил 131 пассажиров и 12 членов экипажа в Сингапур .
Самолет Boeing 777-321ER был впоследствии допущен к полётам и 26 мая вернулся в Сингапур.

## Расследование
Данные как с бортового самописца, так и с речевого самописца в кабине пилотов были впоследствии получены следователями из Бюро расследований безопасности на транспорте, подразделения Министерства транспорта Сингапура, которые прибыли в Бангкок в ночь аварии.
Сообщалось также, что Национальный совет по безопасности на транспорте США направляет аккредитованного представителя и четырёх технических консультантов для поддержки процесса расследования, поскольку в результате аварии пострадал самолёт американского производства.
Предварительные расследования, опубликованные TSIB 29 мая 2024 года, основаны на предварительном анализе данных самописцев. Они показали, что турбулентность впервые возникла в 07:49:21 UTC, самолёт испытывал положительную силу тяжести, колебавшуюся между 0,44 и 1,57G в течение примерно 19 секунд, с неуправляемым увеличением высоты полёта самолёта до 37 362 фута (11 388 м). Турбулентность вызвала вибрацию самолёта. Включённый автопилот направил самолёт вниз, чтобы вернуться на высоту 37 тыс. футов (11 тыс. м). Также произошло незапланированное увеличение скорости полёта, для устранения которого пилоты включили скоростные тормоза. В 07:49:32 UTC один из пилотов сообщил, что были включены сигналы «Пристегните ремни». В 07:49:40 вертикальное ускорение самолёта упало с +1.35G до -1.5G в течение 0,6 секунды, что вероятном, привело к тому, что пассажиры, не находившиеся в безопасности, оказались в воздухе. В 07:49:41 UTC вертикальное ускорение изменилось с -1.5G до +1.5G за 4 секунды, что могло привести к падению этих пассажиров.
В течение этой 4,6-секундной последовательности было зафиксировано снижение самолёта с 37,362 футов (11,388 м) до 37,184 футов (11,334 м), то есть падение составило 178 футов (54,3 м).
Пилоты вручную управляли самолётом в течение 21 секунды, чтобы стабилизировать его, и снова включили автопилот в 07:50:05 UTC. Авиалайнер вернулся на выбранную высоту 37 тыс. футов в 07:50:23 UTC.
Незапланированное увеличение скорости и высоты полёта было вызвано, вероятно, восходящим потоком воздуха. На оставшемся времени полёта до Бангкока серьёзной турбулентности не наблюдалось.

## Последствия
После аварии авиакомпания Singapore Airlines заявила, что изменит порядок обслуживания в самолёте. В дополнение к приостановке подачи горячих напитков при включённом знаке «Пристегните ремни», также будет приостановлена подача блюд. Действующая политика, согласно которой члены экипажа должны запирать все незакреплённые предметы и оборудование во время плохих погодных условий, будет сохранена.
22 мая 2024 года генеральный директор авиакомпании Singapore Airlines Го Чун Фонг принёс извинения за происшествие на рейсе SQ321 и выразил соболезнования, пообещав при этом полное сотрудничество с проводимым расследованием. Соболезнования также выразили премьер-министр Сингапура Лоуренс Вонг и президент Тарман Шанмугаратнам.